# Croonian Lecture
Croonian Lecture to prestiżowe wykłady w zakresie nauk biologicznych, które są wygłaszane na specjalne zaproszenie Towarzystwa Królewskiego oraz Królewskiego Kolegium Lekarskiego. Wykład ma charakter doroczny i jest połączony z nagrodą w postaci medalu i kwoty pieniężnej (obecnie 10000 funtów).
Pomysł i plany organizacji tego typu wykładów znaleziono wśród dokumentów Williama Croonne, jednego z pierwszych członków Towarzystwa Królewskiego, po jego śmierci w 1684 roku. W dokumentach tych były plany wsparcia finansowego dwóch lektoratów, po jednym dla Towarzystwa Królewskiego i dla Królewskiego Kolegium Lekarskiego. Wdowa Croone przekazała środki na realizację tych planów, wraz ze wskazaniem, iż mają one być przeznaczane na wykłady i prezentacje eksperymentów wnoszących wkład w rozwój wiedzy naturalnej, lub (warunkowo) z innych przedmiotów, które w opinii prezesa Towarzystwa Królewskiego, będą najbardziej przydatne w promowaniu obszarów, zgodnie z misją powstania Towarzystwa. Seria wykładów rozpoczęła się w 1738 roku.
Do wykładów tych mogą być nominowani obywatele Wspólnoty Narodów oraz Irlandii, a także osoby, których miejscem stałego pobytu i pracy od co najmniej trzech lat jest kraj należący do Wspólnoty albo Irlandia.

## Lista wykładowców Towarzystwa Królewskiego

### XXI wiek
- 2011 John Ellis
- 2010 Alec Jeffreys
- 2009 Linda Partridge
- 2008 John Pickett
- 2007 Aaron Klug
- 2006 Iain Campbell
- 2005 Salvador Moncada
- 2004 John Krebs
- 2003 Timothy Hunt
- 2002 Kim Nasmyth
- 2001 Ron Laskey

### XX wiek
- 2000 Nigel Unwin
- 1999 Hugh Pelham
- 1998 Philip Cohen
- 1997 Anthony Hunter
- 1996 Thomas Lindahl
- 1995 Richard Southwood
- 1994 Roy Malcolm Anderson
- 1993 John Vane
- 1992 Jacques Miller
- 1991 Anthony Bradshaw
- 1990 Robert Hinde
- 1989 César Milstein
- 1988 Michael John Berridge
- 1987 Peter Dennis Mitchell
- 1986 Sydney Brenner
- 1985 Robert McCredie May
- 1984 Samuel Victor Perry
- 1983 Richard Darwin Keynes
- 1982 Seymour Benzer
- 1981 Harold Garnet Callan
- 1980 Rodney Robert Porter
- 1979 Setsuro Ebashi
- 1978 Michael Abercrombie
- 1977 John William Sutton Pringle
- 1976 John Bertrand Gurdon
- 1975 Frederick Sanger
- 1974 Jack Heslop-Harrison
- 1973 Eric James Denton
- 1972 Nikolaas Tinbergen
- 1971 Henry Harris
- 1970 Hugh Esmor Huxley
- 1969 Frederick Campion Steward
- 1968 Max Ferdinand Perutz
- 1967 Andrew Fielding Huxley
- 1966 Francis Harry Compton Crick
- 1965 John Zachary Young
- 1964 George Lindor Brown
- 1963 Hans Adolf Krebs
- 1962 Frank George Young
- 1961 Bernard Katz
- 1960 Harry Godwin
- 1959 Walter Thomas James Morgan
- 1958 Peter Brian Medawar
- 1957 Alan Lloyd Hodgkin
- 1956 Frederic Charles Bartlett
- 1955 Charles Herbert Best
- 1954 Howard Walter Florey
- 1953 Ronald Aylmer Fisher
- 1952 Carl Frederick Abel Pantin
- 1951 Rudolph Albert Peters

- 1950 Frank Macfarlane Burnet
- 1949 Detlev Wulf Bronk
- 1948 Vincent Brian Wigglesworth
- 1947 Ernest Basil Verney
- 1946 John Burdon Sanderson Haldane
- 1945 William Thomas Astbury
- 1944 Charles Robert Harington
- 1943 Edward Mellanby
- 1942 Lancelot Hogben
- 1941 William Whiteman Carlton Topley
- 1940 Schack August Steenberg Krogh
- 1939 James Gray
- 1938 Alfred Newton Richards
- 1937 Henry Horatio Dixon
- 1936 Francis Hugh Adam Marshall
- 1935 Joseph Barcroft
- 1934 David Keilin
- 1933 Ross Granville Harrison
- 1932 Davidson Black
- 1931 Edgar Douglas Adrian
- 1930 Jules Bordet
- 1929 James Peter Hill
- 1928 Ivan Petrovitch Pavlov
- 1927 Hans Spemann
- 1926 Archibald Vivian Hill
- 1925 Rudolf Magnus
- 1924 David Meredith Seares Watson
- 1923 Frederick Frost Blackman
- 1922 Thomas Hunt Morgan
- 1921 Henry Head
- 1920 William Bateson
- 1919 Henry Hallett Dale
- 1918 Walter Bradford Cannon
- 1917 Thomas Lewis
- 1916 Sydney John Hickson
- 1915 Walter Morley Fletcher i Frederick Gowland Hopkins
- 1914 Edmund Beecher Wilson
- 1913 Robert Broom
- 1912 Keith Lucas
- 1911 Thomas Gregor Brodie
- 1910 Georg Klebs
- 1909 Edward Albert Schafer
- 1908 Gustaf Retzius
- 1907 John Bretland Farmer
- 1906 John Newport Langley i William Halse Rivers Rivers
- 1905 William Bate Hardy
- 1904 Ernest Henry Starling i William Maddock Bayliss
- 1903 Clement Timiriazeff
- 1902 Arthur Gamgee
- 1901 Conwy Lloyd Morgan

### XIX wiek
- 1900 Paul Ehrlich
- 1899 J.S. Burdon-Sanderson
- 1898 Wilhelm Pfeffer
- 1897 Charles Scott Sherrington
- 1896 Augustus Desiré Waller
- 1895 Theodor Wilhelm Engelmann
- 1894 Santiago Ramón y Cajal
- 1893 Rudolf Virchow
- 1892 Angelo Mosso
- 1891 Francis Gotch i Victor Horsley
- 1890 Harry Marshall Ward
- 1889 Pierre Paul Émile Roux
- 1888 Wilhelm Friedrich Kühne
- 1887 Harry Govier Seeley
- 1886 Leonard Charles Wooldridge
- 1885 Nie odbył się
- 1884 Nie odbył się
- 1883 Henry Newell Martin
- 1882 Walter Holbrook Gaskell
- 1881 George John Romanes i James Cossar Ewart
- 1880 Samuel Haughton
- 1879 William Kitchen Parker
- 1878 Henry Nottidge Moseley
- 1877 John Scott Burdon-Sanderson i F.J.M. Page
- 1876 George John Romanes
- 1875 David Ferrier
- 1874 David Ferrier
- 1873 Benjamin Ward Richardson
- 1872 Nie odbył się
- 1871 Nie odbył się
- 1870 Augustus Volney Waller
- 1869 Nie odbył się
- 1868 Nie odbył się
- 1867 John Scott Burdon-Sanderson
- 1866 Nie odbył się
- 1865 Lionel Smith Beale
- 1864 Hermann Helmholtz
- 1863 Joseph Lister
- 1862 Albert Kölliker
- 1861 Charles-Édouard Brown-Séquard

- 1860 James Bell Pettigrew
- 1859 Nie odbył się
- 1858 Thomas Henry Huxley
- 1857 James Paget
- 1856 Nie odbył się
- 1855 Nie odbył się
- 1854 Nie odbył się
- 1853 Nie odbył się
- 1852 Nie odbył się
- 1851 Richard Owen
- 1850–1830 Nie odbył się
- 1829 Everard Home
- 1827 Everard Home
- 1826 Everard Home
- 1825 Everard Home
- 1824 Everard Home
- 1823 Everard Home
- 1822 Francis Bauer
- 1821 Everard Home
- 1820 Everard Home
- 1819 Everard Home
- 1818 Everard Home
- 1817 Everard Home
- 1816 Nie został zewidencjonowany
- 1815 Nie został zewidencjonowany
- 1814 Nie został zewidencjonowany
- 1813 Benjamin Collins Brodie
- 1812 Nie został zewidencjonowany
- 1811 Nie został zewidencjonowany
- 1810 Benjamin Collins Brodie
- 1809 William Hyde Wollaston
- 1808 Thomas Young
- 1807 Anthony Carlisle
- 1806 John Pearson
- 1805 Anthony Carlisle
- 1804 Anthony Carlisle
- 1803 John Pearson
- 1802 Nie został zewidencjonowany
- 1801 Everard Home

### XVIII wiek
- 1800 Everard Home
- 1799 Everard Home
- 1798 Everard Home
- 1797 John Abernethy
- 1796 Everard Home
- 1795 Everard Home
- 1794 Everard Home
- 1793 Everard Home
- 1792 Nie został zewidencjonowany
- 1791 Matthew Baillie
- 1790 Everard Home
- 1789 William Blizard
- 1788 Gilbert Blane
- 1787 George Fordyce
- 1786 Edward Whitaker Gray
- 1785 Edward Whitaker Gray
- 1784 Foart Simmons
- 1783 Nie został zewidencjonowany
- 1775–1782 John Hunter

- 1762–1774 Nie został zewidencjonowany
- 1761 Charles Morton(?)
- 1760 Nie został zewidencjonowany
- 1759 Nie został zewidencjonowany
- 1754–1758 Charles Morton
- 1753 Nie został zewidencjonowany
- 1752 Nie został zewidencjonowany
- 1751 James Parsons
- 1750 James Parsons
- 1749 Nie odbył się
- 1748 Nie odbył się
- 1747 Browne Langrish
- 1746 James Parsons
- 1745 James Parsons
- 1744 James Parsons
- 1743 Nie odbył się
- 1742 James Douglas (odczytany przez Williama Douglasa)
- 1741 James Douglas
- 1740 Alexander Stuart
- 1739 Frank Nicholls
- 1738 Alexander Stuart

## Lista wykładowców Królewskiego Kolegium Lekarskiego

### XXI wiek
- 2009 Peter John Barnes
- 2008 Martin Neil Rossor
- 2007 Peter J.Goadsby
- 2006 Peter J.Ratcliffe
- 2005 D.A.Lomas
- 2004 Alastair Compston
- 2003 David Barker
- 2002 Humphrey Hodgson

### XX wiek
- 1999 John A Camm
- 1995 Ravinder Nath Maini
- 1994 Baruch Samuel Blumberg
- 1989 Leslie Turnberg
- 1988 David Hull
- 1984 David John Weatherall
- 1983 John Charles Batten
- 1982 Leonard Birnie Strang
- 1980 Anthony F.Lever
- 1978 John Peter Tizard
- 1977 Ivor H. Mills
- 1976 John David Nunes Nabarro
- 1974 Richard Bayliss
- 1973 Graham W. Hayward
- 1969 Francis Avery-Jones
- 1968 Eric George Lapthorne Bywaters
- 1963 W. Melville Arnott
- 1962 Charles H Stuart-Harris
- 1961 John McMichael
- 1959 Frank Macfarlane Burnet
- 1958 Paul Wood
- 1957 George W. Pickering
- 1956 Arthur H.Douthwaite
- 1954 J. Forest Smith
- 1953 Allen Daley,
- 1951 Theodore Fox
- 1950 Archibald Edmund Clark-Kennedy
- 1949 Neil Hamilton Fairley
- 1948 Desmond Curran
- 1947 Edward Rowan Boland
- 1946 Hugh Leslie Marriott
- 1945 McDonald Critchley
- 1944 Thomas Lionel Hardy
- 1943 Charles Putnam Symonds
- 1942 Donald Hunter

- 1940 George Graham
- 1939 John Alfred Ryle
- 1938 Francis Fraser
- 1937 Edwin Bramwell
- 1936 Bernard Spilsbury
- 1935 Edmund Spriggs
- 1934 Owen Lambert Vaughan Simpkinson de Wesselow
- 1933 Edward Mellanby
- 1932 John Willian McNee
- 1930 Charles James Martin
- 1929 Henry Hallett Dale
- 1928 Charles Bolton
- 1926 Thomas Lewis
- 1925 Samuel Alexander Kinnier Wilson
- 1924 Leonard Rogers
- 1923 John Beresford Leathes
- 1922 Gordon Morgan Holmes
- 1921 Frederick Lucien Golla
- 1920 Arthur Hurst
- 1919 Grafton Elliot Smith
- 1918 Walter Langdon-Brown
- 1917 John George Adami
- 1915 David Bruce
- 1913 Charles Sherrington
- 1912
- 1911 Henry Head
- 1910 Frederick William Andrewes
- 1909 Walter Sydney Lazarus-Barlow
- 1908 Archibald Garrod
- 1907 William John Simpson
- 1906 William Halse Rivers
- 1905 Ernest Henry Starling
- 1904 John Rose Bradford
- 1903 Charles Edward Beevor
- 1902 John W. Washbourn
- 1901 William Dobinson Halliburton

### XIX wiek
- 1900 Frederick Walker Mott
- 1899 John Buckley Bradbury
- 1898 Sidney Harris Cox Martin
- 1897 William Hale White
- 1896 George Oliver
- 1895 W. Marcet
- 1894 Frederick William Pavy
- 1893 D.J. Leech
- 1892 William Roberts
- 1891 John Scott Burdon-Sanderson
- 1890 David Ferrier
- 1889 Thomas Lauder Brunton
- 1888 Donald MacAlister
- 1887 William Henry Broadbent
- 1886 Peter Wallwork Latham
- 1885 Hermann David Weber
- 1884 John Hughlings Jackson
- 1883 James Edward Pollock
- 1882 Joseph Fayrer
- 1881 Walter Moxon
- 1880 William Cayley
- 1878 Frederick William Pavy
- 1877 J. Braxton Hicks
- 1876 William Howship Dickinson
- 1875 Edward Headlam Greenhow
- 1874 Charles Murchison
- 1873 Charles Bland Radcliffe
- 1872 John S. Bristowe
- 1871 Edmund Alexander Parkes
- 1870 Francis Sibson
- 1869 John William Ogle
- 1868 Henry Bence Jones
- 1867 Andrew Clark
- 1866 Edward Henry Sieveking
- 1865 Thomas B. Peacock
- 1864 William Richard Basham
- 1863 James Risdon Bennett
- 1862 Robert Lee
- 1860 William Augustus Guy
- 1859 William Brinton
- 1858 Alexander John Sutherland
- 1856 G Owen Rees
- 1855 Patrick Black
- 1854 Charles West
- 1853 Thomas Mayo
- 1850–1852 Marshall Hall
- 1849 John Conolly
- 1847 George Budd
- 1843 Robert Bentley Todd
- 1835-36 George Burrows
- 1833 George Leith Roupell
- 1832 George Leith Roupell
- 1831 Edward James Seymour
- 1827 Francis Hawkins
- 1822–1823 Thomas Young
- 1819–1821 John Cooke
- 1806–1828 William Lambe

### XVIII wiek
- 1796–1798 Matthew Baillie
- 1795 John Latham
- 1793 John Ash
- 1788 Gilbert Blane
- 1787 George Fordyce
- 1784–1786 Thomas Heald
- 1774–1775 Donald Monro
- 1770 Thomas Heald
- 1760 William Heberden
- 1756 Mark Akenside
- 1749–1755 Thomas Lawrence